# Calodexia nigripes
Calodexia nigripes är en tvåvingeart som beskrevs av Thompson 1968. Calodexia nigripes ingår i släktet Calodexia och familjen parasitflugor. Inga underarter finns listade.